# Hinsbeck
Hinsbeck is een stadsdeel van de gemeente Nettetal in de Kreis Viersen, die in de deelstaat Noordrijn-Westfalen ligt. Tot 1970 was Hinsbeck een zelfstandige gemeente. In 1970 werd deze gemeente samen met de gemeenten Breyell, Kaldenkerken, Leuth en Lobberich (Lobberik) door gemeentelijke herindeling opgeheven en samengevoegd tot de nieuwe gemeente Nettetal.
De plaats telde in 2005 5.254 inwoners.

## Dialect
Het oorspronkelijk ter plaatse (en in de hele gemeente Nettetal) gesproken dialect ligt op de scheidslijn tussen het Kleverlands en het Zuid-Nederfrankisch, wat nagenoeg overeenkomt met het in het nabije Nederland gesproken Limburgse dialect.

## Geschiedenis
Hinsbeck werd voor het eerst vermeld in 1221, als Hensbec. Ook werd toen melding gemaakt van een kerk.
In de 17e eeuw startte men met de turfwinning, waardoor de Krickenbecker Seen ontstonden. Nadat het oorspronkelijke bos was verdwenen werd vanaf midden 18e eeuw weer bos aangeplant, vooral grove den.

## Bezienswaardigheden
- De Sint-Petruskerk (Sankt Peter) van 1868 is een driebeukig bakstenen neogotisch bouwwerk. De westtoren is van 1882. De kerk bevat nog enkele voorwerpen (bronzen doopbekken; triomfkruis) uit de toen afgebroken voorganger.
- Heilig-Kruiskapel aan Bergstrasse 32, achtkante witgepleisterde kapel van voor 1732, met neogotische lantaarn op het dak.
- Kasteel Krickenbeck met de Krickenbecker Seen (een aantal vijvers die het kasteel omringen, gevoed door de Nette).
- Textielmuseum Die Scheune (de schuur), in een 17e-eeuws vakwerkhuis in de buurtschap Hombergen. Het bevat textielmachines waaronder een Jaquard-weefgetouw. Het museum refereert aan de regionale linnenweverij.
- De windmolen Stammenmühle.
- Kunstpad Hinsbeck, een pad waarlangs van 1992-2002 een 25-tal kunstwerken werden geplaatst.

## Natuur en landschap
Hinsbeck ligt op een hoogte van ongeveer 50 meter. Ten noordoosten verloopt een steilrand. Ten westen van Hinsbeck loopt de Nette in noordelijke richting. Het dal van de nette is moerassig en omvat meren die ontstaan zijn door turfwinning.

## Afstand naar Nederland
De kortste afstand naar Nederland (Venlo, Groote Heide) is hemelsbreed ca. 4,9 km (gemeten vanaf de katholieke kerk te Hinsbeck).

## De nabije omgeving
| plaatsen in de buurt | plaatsen in de buurt | plaatsen in de buurt | plaatsen in de buurt | plaatsen in de buurt |
| -------------------- | -------------------- | -------------------- | -------------------- | -------------------- |
| Hombergen            |                      | Wankum               |                      | Vinkrath             |
|                      |                      |                      |                      |                      |
| Leuth                | Grefrath             |                      |                      |                      |
|                      |                      |                      |                      |                      |
| Sassenfeld           |                      | Lobberich            |                      | Dornbusch            |